# Остехбюро
«Остехбюро» (скор. від Особливе технічне бюро з військових винаходів спеціального призначення) було створено в 1920, після того як молодий винахідник Володимир Іванович Бекаурі зробив Леніну електричну сигналізацію для сталевих сейфів. Вождь оцінив винахід і підписав мандат Ради праці та оборони.

## Прилади «Бемі»
Наприкінці 1924 в Остехбюро були створені перші  зразки приладдя для керування вибухами на відстані за допомогою радіохвиль. Вони отримали назву «Бемі»  за початковими літерами прізвищ Бекаурі та його споробника В. Ф. Міткевича, який пізніше став академіком АН СРСР. В 1929 після успішних випробувань і при підтримці Народного комісара з військових і морських справ М. В. Фрунзе  «Бемі»  були взяті на озброєння Червоною армією.  В 1932 в складі Особливої Червонопрапорної Дальньосхідної армії була сформована рота спеціального призначання, озброєна приладами «Бемі».
Бекаурі та його однодумці зосередились на радіокеруванні. Були створені радіоміни, телетанки, спроби створення радіокерованного літака, надмалий підводний човен та інше.

## Кінець Остехбюро
В добу сталінських репресій Бекаурі був розстріляний, Остехбюро поділене на окремі інститути та припинило своє існування